# 網代漁港 (鳥取県)

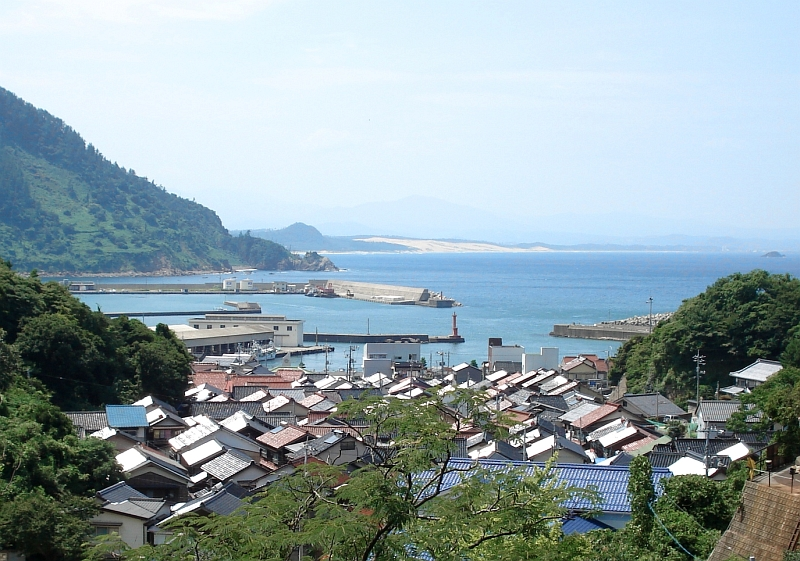
網代漁港。遠方に鳥取砂丘が見える。

網代漁港（あじろぎょこう）は、鳥取県岩美郡岩美町網代にある第3種漁港である。

## 概要
- 管理者 - 鳥取県
- 漁業協同組合 - 網代港
- 組合員数 - 175名（2001年（平成13年）12月）
- 漁港番号 - 3430010

## 沿革
- 1951年8月21日 - 第3種漁港に指定

## 主な魚種
- ハタハタ
- カレイ
- カニ
- イカ類
- エビ類

## 主な漁業
- 沖合底引き網漁業
- 釣り（イカ）
- 採貝業
- 小型底引き網漁業